# 巴特勒·谢弗
巴特勒·谢弗（Butler Shaffer），出生年月不详，目前在（美）西南大学法学院任教，撰写过《贸易限制：1918-1938年间商业上的反竞争史》（In Restraint of Trade: The Business Campaign Against Competition, 1918–1938）
和《秩序边界》（Boundaries of Order）等两本书。